# Нідерфель
Нідерфель (нім. Niederfell) — громада в Німеччині, розташована в землі Рейнланд-Пфальц. Входить до складу району Маєн-Кобленц. Складова частина об'єднання громад Райн-Мозель.
Площа — 11,67 км2. Населення становить 976 ос. (станом на 31 грудня 2020).

## Галерея

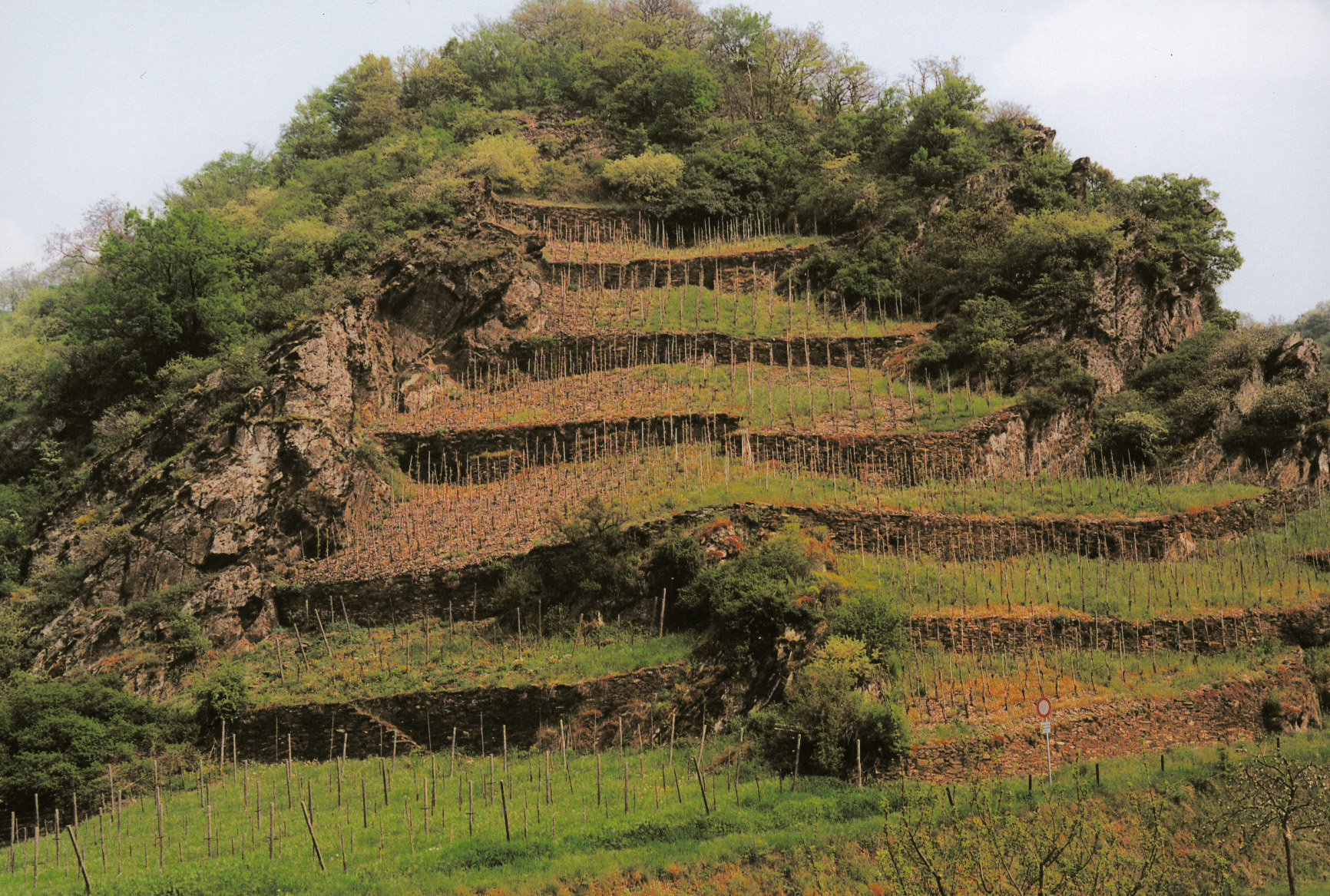
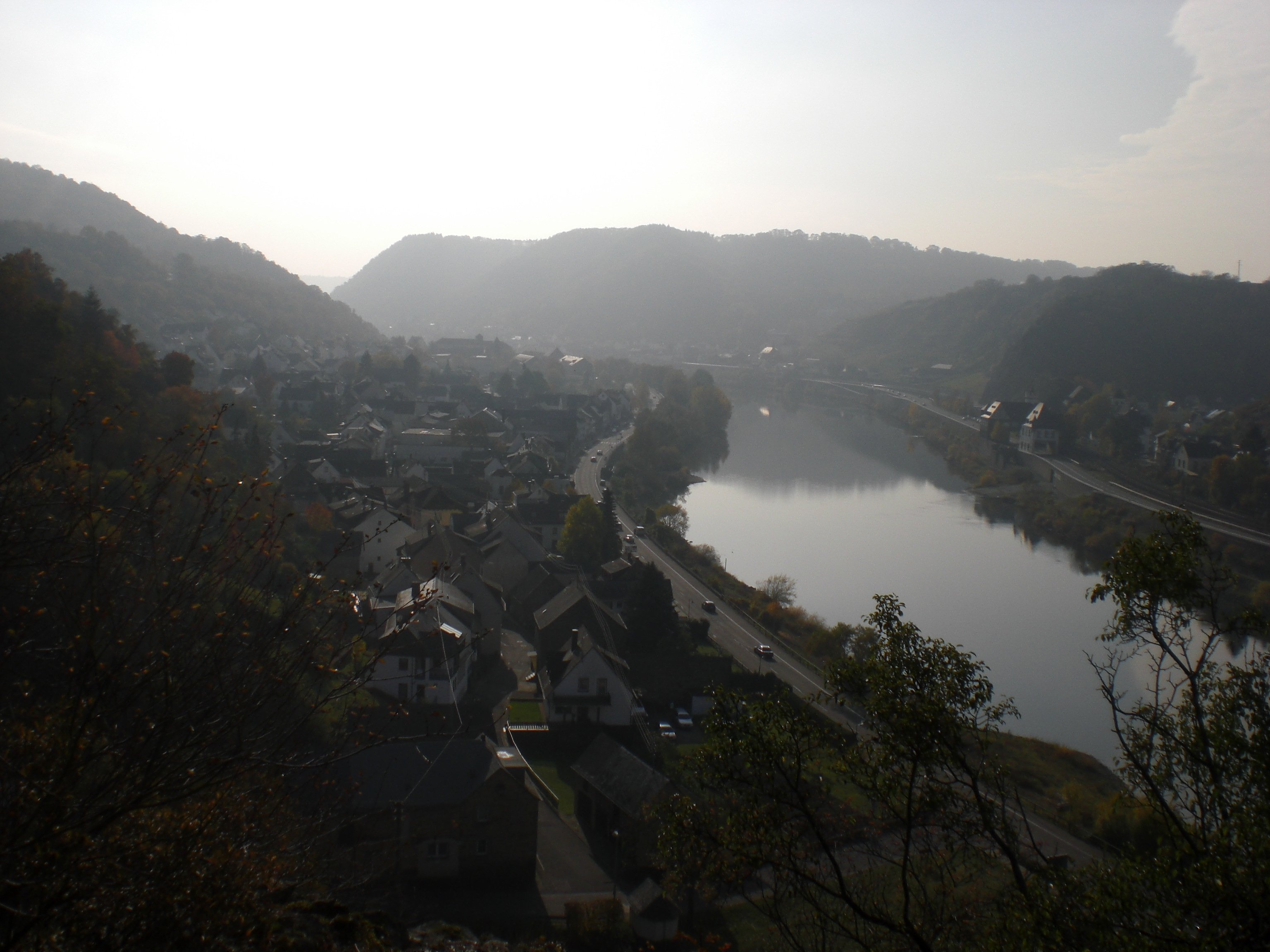